# 8397 Chiakitanaka
8397 Chiakitanaka este un asteroid din centura principală de asteroizi.

## Descriere
8397 Chiakitanaka este un asteroid din centura principală de asteroizi. A fost descoperit pe 8 decembrie 1993 la Kiyosato de Satoru Ōtomo. Asteroidul prezintă o orbită caracterizată de o semiaxă mare de 2,59 ua, o excentricitate de 0,17 și o înclinație de 12,9° în raport cu ecliptica.